# NGC 4698
NGC 4698 este o galaxie seyfert de tip 2⁠(d) situată în constelația Fecioara. A fost descoperită în 18 ianuarie 1784 de către William Herschel. Se află la o distanță de 25,47 de megaparseci de Pământ.